# Mulchén
Mulchén (en mapudungún Molchen molu: guerrero, che: gente, ñanku: aguilucho o halcón "Halcón Guerrero") es un pueblo y comuna chilena que está situada en la Región del Biobío, Provincia de Biobío, en la zona central de Chile, en una planicie rodeada por los ríos Bureo y Mulchén, a 32 kilómetros al sur de Los Ángeles, capital de la provincia. Posee una superficie de 1917 kilómetros y una población de aproximadamente 31 mil habitantes.

## Historia

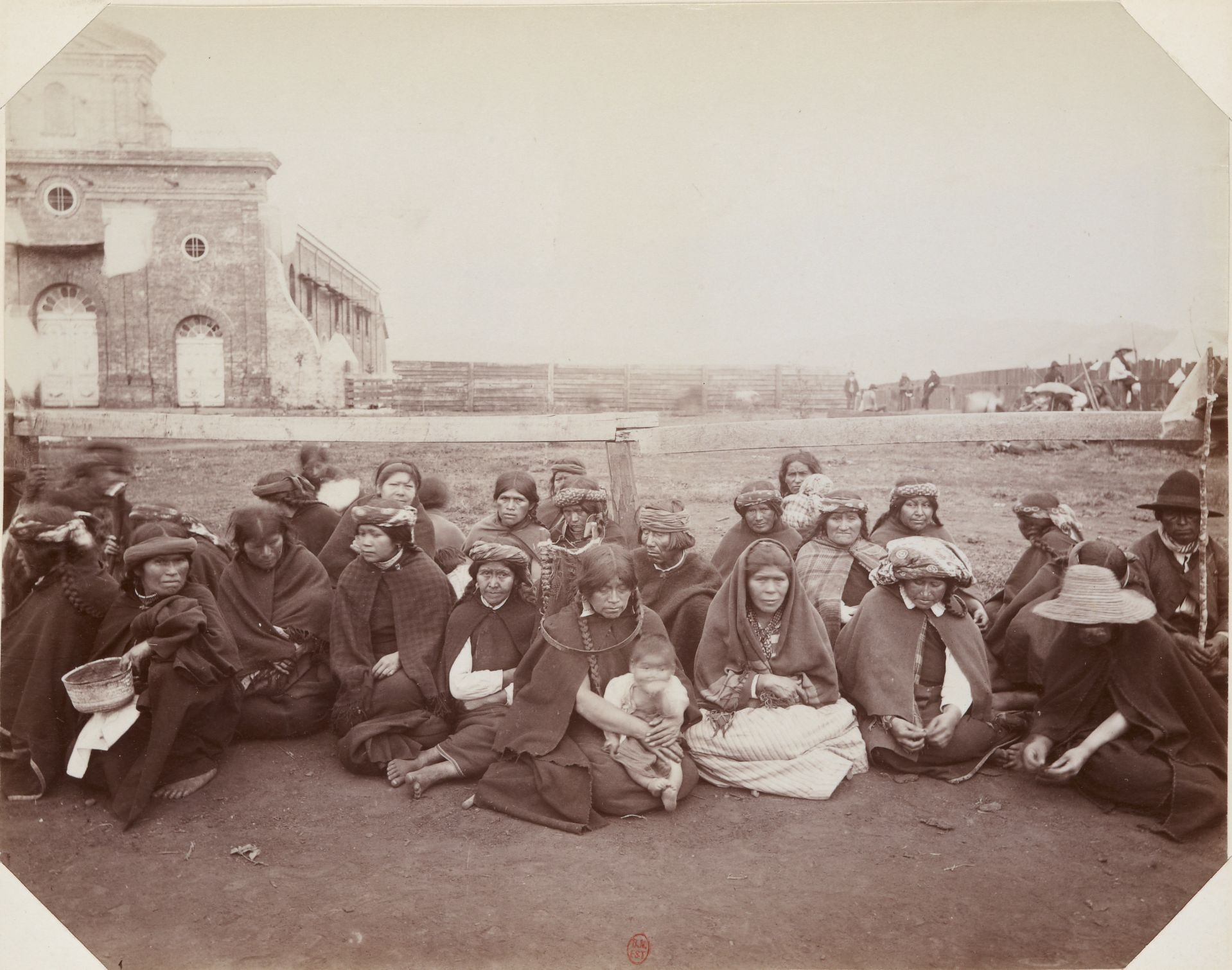
"Mapuches de Mulchén", c. 1890

La fecha de fundación de Mulchén responde a la toma de posesión de los terrenos cedidos por los úlmenes Huentruman y Ninpay, el 28 de diciembre de 1861, al inicio de la administración presidencial de José Joaquín Pérez Mascayano.
El teniente coronel Cornelio Saavedra Rodríguez, intendente de la provincia de Arauco y comandante del Ejército de Operaciones, llegó al lugar escoltado por el segundo escuadrón del Cazadores a Caballo al mando del coronel Alejo San Martín, y acompañado por el coronel Emilio Sotomayor Baeza, del arma de artillería.
Aquel día se realizó un acto y un rancho de campaña especial para más de medio millar de comensales, incluida la tropa y los invitados del contorno. Se procedió al cimiento del Fuerte y bendición por parte del capellán de las tropas Fray Alejandro Manera, tras lo cual el intendente Saavedra explicó en un breve discurso las ventajas de la fortificación para el resguardo de las vidas y bienes de los habitantes de los llanos, tanto chilenos como moluches, agradeciendo a los últimos la cesión del terreno donde comenzó la construcción del Fuerte. A pocos años de la fundación del Fuerte, toma proporciones de pueblo y el 13 de octubre de 1875 se le da categoría de Departamento. El 30 de noviembre del mismo año se le otorga el título de ciudad.

## Medio ambiente

### Geomorfología y componentes abióticos

Trazado simplificado de los ecosistemas y cuerpos de agua presentes en la comuna de Mulchén.

La comuna de Mulchén se encuentra emplazada en las unidades geomorfológicas de Llano central con morrenas y conos, Cordillera volcánica activa, Llano central fluvio-glacio-volcánico y Precordillera; y presenta según la clasificación climática de Köppen clima mediterráneo de lluvia invernal (Csb), clima templado lluvioso con leve sequedad estival (Cfb (s)) y clima templado lluvioso frío con leve sequedad estival (Cfc (s)). Esta además se halla en la cuenca hidrográfica de río Biobío. Además, la comuna posee diversos cuerpos de agua, entre los que se destacan el río Agrio, río Aguas Blancas, río Biobío, río Bureo, río Cato, río Diablito, río Diablo, río Mininco, río Mulchén, río Negro, río Pedregoso, río Pichibureo y río Renaico.

### Componentes bióticos

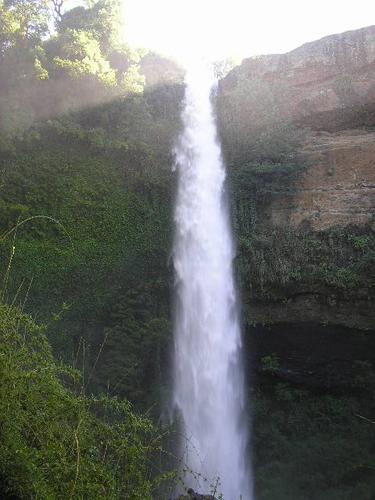
Vista del salto Rehuén

Dentro del territorio de la comuna se pueden hallar los siguientes ecosistemas:
- Bosque caducifolio mediterráneo donde predominan Nothofagus obliqua y Persea lingue (En peligro crítico)
- Bosque caducifolio mediterráneo interior donde predominan Nothofagus obliqua y Cryptocarya alba (En peligro crítico)
- Bosque caducifolio templado andino donde predominan Nothofagus alpina y Dasyphyllum diacanthoides (En peligro)
- Bosque caducifolio templado andino donde predominan Nothofagus alpina y Nothofagus dombeyi (Vulnerable)
- Bosque caducifolio templado andino donde predominan Nothofagus pumilio y Araucaria araucana (Vulnerable)
- Bosque caducifolio templado andino donde predominan Nothofagus pumilio y Azara alpina (Vulnerable)
- Bosque resinoso templado andino donde predominan Araucaria araucana y Nothofagus dombeyi (Vulnerable)
- Bosque siempreverde templado andino donde predominan Nothofagus dombeyi y Gaultheria phillyreifolia (Vulnerable)

### Medidas de protección ambiental y conflictos socioambientales
Hasta 2022, la comuna de Mulchén cuenta con las siguientes zonas que poseen algún nivel de protección ambiental:
- Araucarias (Reserva Biósfera)[12]
- Fundo Villucura (Sitios ERB)[13]
- Reserva Forestal Malleco (Reserva Forestal)[14]
- Reserva Nacional Altos de Pemehue (Reserva Nacional)[15]

## Demografía
Según el Censo de 2017 del Instituto Nacional de Estadística, Mulchén posee 29 627 habitantes (14 597 hombres y 15 030 mujeres).

## Administración

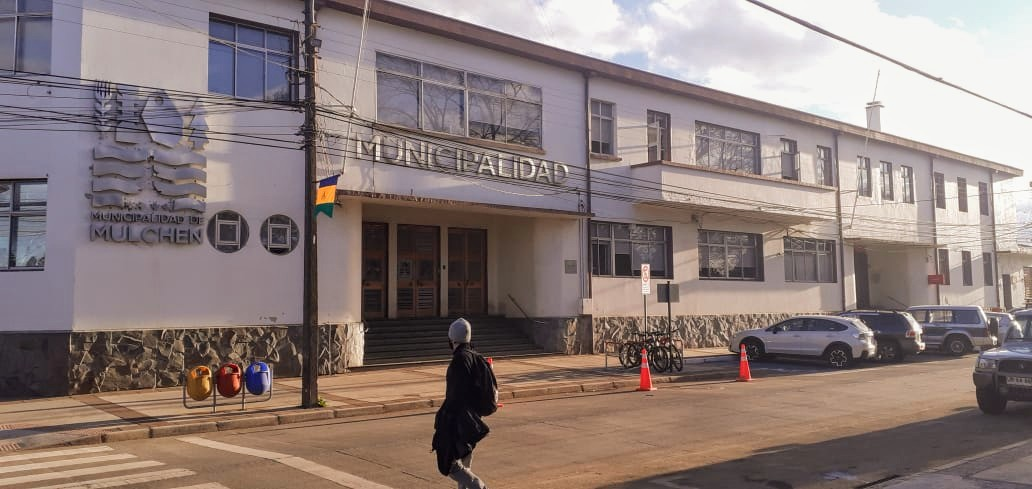
Frontis del edificio consistorial de la I. Municipalidad de Mulchén.

### Municipalidad
La Municipalidad de Mulchén para el periodo 2024-2028 es dirigida por el alcalde José Miguel Muñoz (REP) y el concejo municipal conformado por los concejales:
- Héctor Jara Delgado (Ind./UDI)
- Isaac Seguel Maldonado (RN)
- Nancy Moraga Reyes (Ind./DEM)
- Pamela Gutiérrez Calfulaf (Ind./PR)
- Guido Sanzana Quijada (DC)
- Yerguen Aranguez Soto (REP)

### Representación parlamentaria
Mulchén forma parte de la Circunscripción Senatorial X y del Distrito Electoral 21. Es representada en la Cámara de Diputados del Congreso Nacional por los siguientes diputados:
- Flor Weisse Novoa (UDI)
- Karen Andrea Medina Vásquez (Partido de la Gente)
- Joanna Pérez Olea (PDC)
- Cristóbal Urruticoechea Ríos (PRCh)
- Clara Inés Sagardía Cabezas (IND - Convergencia Social)

En el Senado, la representan:
- Sebastián Keitel Bianchi (Evolución Política)
- Enrique Van Rysselberghe Herrera (UDI)
- Gastón Saavedra Chandía (PS)

## Economía

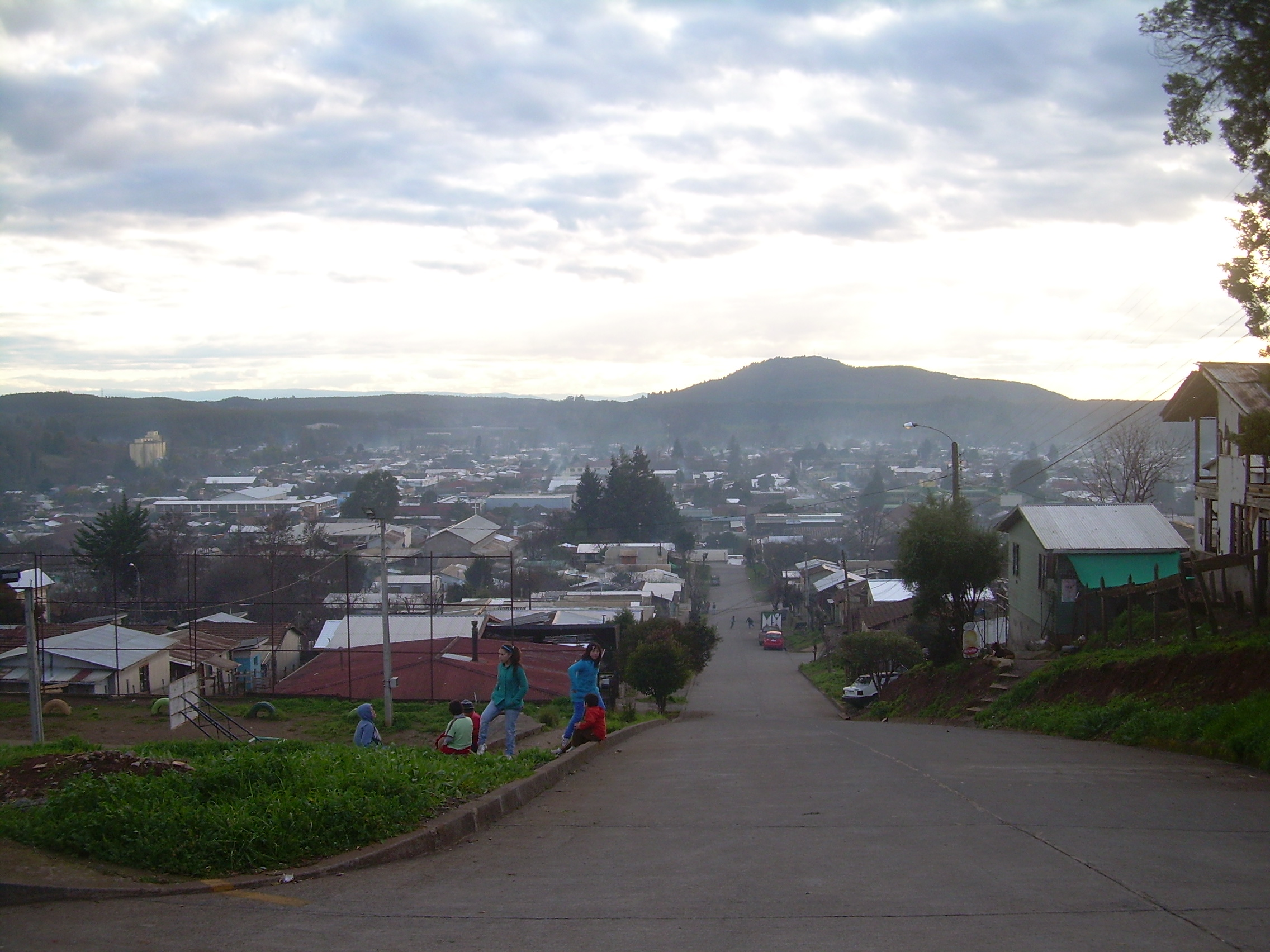
Vista hacia el centro de la ciudad

El potencial productivo de la comuna está dado por la actividad forestal, siguiéndole la agricultura, la ganadería y la industria.
Mulchén fue capital de Departamento antes de la Regionalización, lo que significó ser asiento de algunos servicios públicos y privados que la mantuvieron en un rango administrativo superior y le otorgaron cierto grado de atracción para algunos centros poblacionales menores y otras localidades.
Últimamente algunos servicios que habían quedado en la comuna después del proceso de regionalización, han perdido su jerarquía, al ser traspasadas a Santa Bárbara sus oficinas principales, es el caso del Instituto de Desarrollo Agropecuario, situación que ha repercutido negativamente en la comuna, obligando a la población (comerciantes, agricultores, etc.) a tener que realizar sus trámites en otras ciudades.
En lo que a estructura productiva se refiere, la comuna se ha desarrollado con más énfasis en el sector silvoagropecuario en su fase primaria (extracción), tomando cada vez mayor importancia las fases secundarias (elaboración) y terciaria (Servicios), esto debido a la transformación paulatina de comuna eminentemente agrícola a forestal.
En 2018, la cantidad de empresas registradas en Mulchén ante el Servicio de Impuestos Internos fue de 327. El Índice de Complejidad Económica (ECI) en el mismo año fue de -0,27, mientras que las actividades económicas con mayor índice de Ventaja Comparativa Revelada (RCA) fueron Servicios en Cementerios (228,03), Cultivo de Cebada (78,7) y Cultivo de Trigo (39,9).
La comuna de Mulchén ha sufrido una reconversión productiva desde lo netamente agrícola a lo forestal-agrícola, donde está primando la actividad forestal, principalmente en manos de empresas de este rubro. Este proceso se originó a partir de los años ´80, con la compra de predios cordilleranos por las empresas forestales de escaso valor para la agricultura tradicional (cereales, tales como trigo, avena, centeno y cebada), pero muy rentable para las empresas forestales.

### Turismo
La comuna dispone de una vasta red de servicios (hoteles y residenciales, pubs y restoranes) que permite ofrecer al turista una grata estadía.
A orillas del río Bureo han habilitado los balnearios Las Canoas, Las Peñas y Quinta Venecia, cuyo entorno paisajístico hace más plácida la recreación.
Interesantes lugares para visitar como el Salto Rehuén, el convento San Francisco, el Santuario de Cristo (ubicado a la entrada de la ciudad, junto al puente Bureo), el mirador Vista Hermosa, piedras del Dicao, Manquicuel, cerro Cochento, laguna del cerro Cochento, etc. También hay que señalar los hermosos parajes casi vírgenes en las zonas cordilleranas y pre-cordilleranas de la comuna, como lo son la Hacienda El Morro, Pehuenco o la Hacienda Antumalal, entre otros. En lo que respecta al turismo cristiano, el Santo Cristo de Mulchén es una imagen de Cristo crucificado, ubicada en el ingreso norte de la ciudad, que atrae a feligreses durante todo el año.

## Servicios públicos

### Salud
En salud pública, la comuna posee el Hospital de la Familia y Comunidad de Mulchén desde 1969. Además, en 2017 se inaugura unCentro Integral de Salud Municipal junto con una farmacia popular. Además la comuna cuenta con una veterinaria municipal.

### Seguridad pública
La comuna cuenta con la 2.ª comisaría de Carabineros de Chile, la cual se subordina a la 20.ª Prefectura Bío-Bío y tendrá su proceso de reconstrucción que inicia en 2019. La tercera compañía del Cuerpo de Bomberos de Mulchén fue fundado en 1909 y se encuentra junto a la plaza de la ciudad.

### Educación
La comuna alberga 22 establecimientos educacionales, tanto urbanos como rurales, con una matrícula estimada total de cuatro mil alumnos. De ellos, tres son liceos de enseñanza media, siendo uno de ellos Liceo Bicentenario. Aunque la comuna no cuenta con centros de enseñanza superior, dada la relativa cercanía con la capital provincial, Los Ángeles, permite que estudiantes mulcheninos de casas de estudios superiores acudan a sus actividades sin la necesidad de emigrar, pudiendo permanecer en la comuna bajo el fenómeno de ciudad dormitorio para ellos.
La «Biblioteca Ignacio Verdugo Cavada» es una biblioteca pública fundada en 1917 como Biblioteca Municipal. Fue rebautizada en honor al poeta que fue residente de la comuna por muchos años y declarado hijo ilustre. Es además la sede comunal de Biblioredes.

## Cultura

### Religión
Pese a que la mayoría de la comuna se declara como católica (67,52% en el censo de 2002), en las últimas décadas ha habido un incremento de otras denominaciones del cristianismo, especialmente del ala evangélica, así como también los irreligiosos (agnósticos o ateos). El principal templo católico de la comuna es la Parroquia San Esteban, perteneciente a la diócesis de Santa María de Los Ángeles, que a su vez es administrada por el Decanato Cordillera.

## Transporte

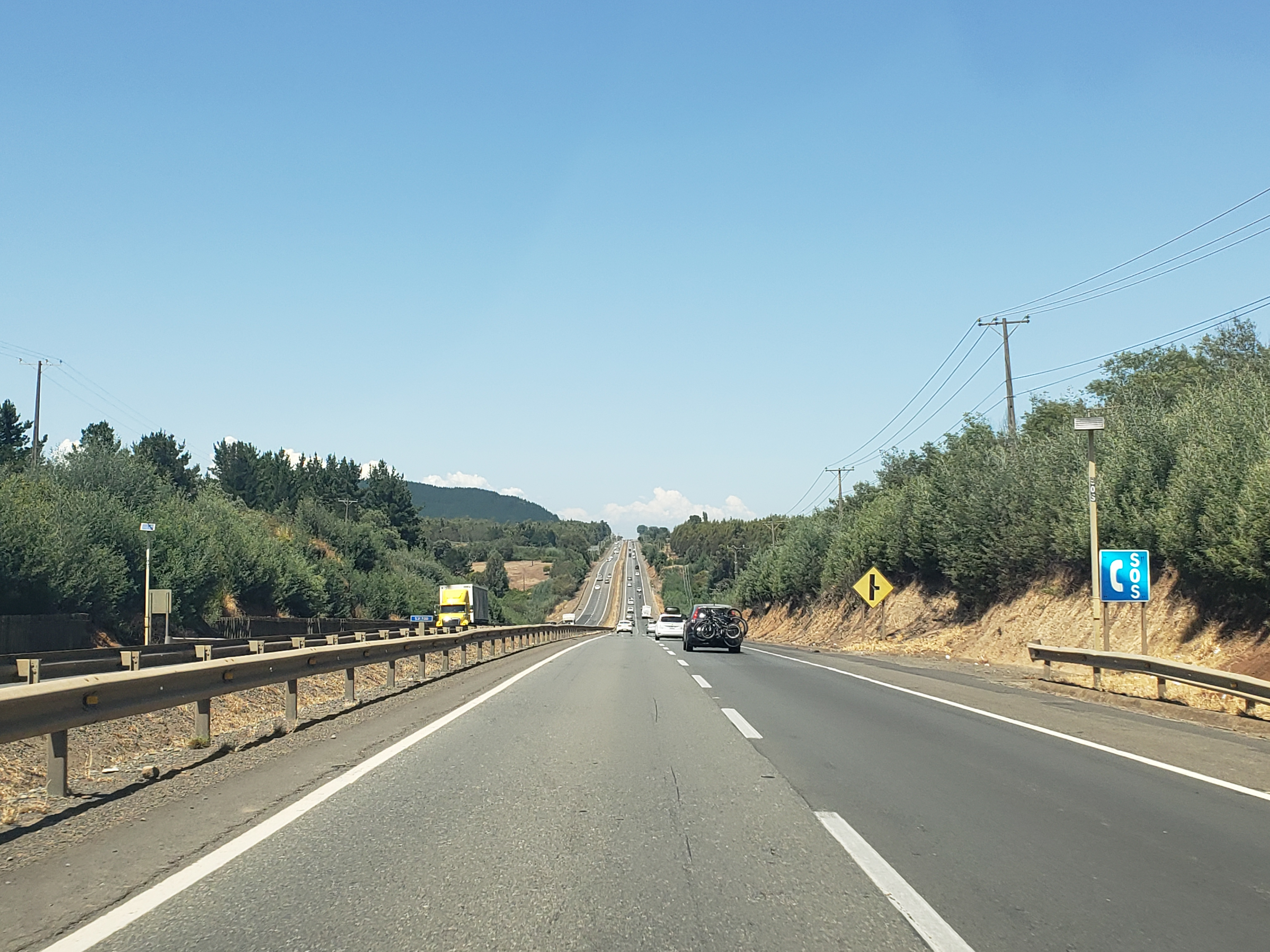
Vista de la carretera Panamericana por su paso por Mulchén

La ciudad de Mulchén, se puede interconectar a la Ruta 5 Sur (Panamericana) a través de los caminos Q-77 y Q-81 (entrada norte y sur). Otras rutas de entrada son los caminos Q-95-R, Q-85 y Q-75. En referencia al transporte público interurbano, cuenta con dos terminales de buses que ofrecen servicios diarios directos hacia Los Ángeles, Santiago, Concepción, Temuco y sus respectivos intermedios, además de otros servicios que conectan el área urbana con los sectores rurales de la comuna. 
Con respecto al tránsito aéreo, se encuentra el Aeródromo Poco a Poco , ubicado aproximadamente a 25 km de la ciudad por la ruta Q-85.
Antiguamente, Mulchén contaba con las estaciones Rapelco, Lapito y una estación homónima de ferrocarriles que corresponden al antiguo ramal Coihue-Mulchén. Actualmente las vías se hallan levantadas y las estaciones se hallan en desuso.

## Deportes

### Fútbol
La comuna de Mulchén ha tenido a un club participando en los Campeonatos Nacionales de Fútbol en Chile.
- Mulchén Unido (Tercera División 1992-1996).

La selección femenina de Mulchén obtuvo el primer lugar en el Primer Campeonato Nacional de Fútbol Femenino Amateur realizado el año 2020.